# Wendy Schaeffer
Wendy Lynn Schaeffer (Adelaida, 16 de septiembre de 1974) es una jinete australiana que compitió en la modalidad de concurso completo.
Participó en los Juegos Olímpicos de Atlanta 1996, obteniendo una medalla de oro en la prueba por equipos (junto con Gillian Rolton, Andrew Hoy y Phillip Dutton).
En 1997 fue condecorada con la Medalla de la Orden de Australia (OAM).

## Palmarés internacional
| Juegos Olímpicos | Juegos Olímpicos         | Juegos Olímpicos | Juegos Olímpicos |
| Año              | Lugar                    | Medalla          | Categoría        |
| ---------------- | ------------------------ | ---------------- | ---------------- |
| 1996             | Atlanta (Estados Unidos) | Medalla de oro   | Por equipos      |